# Cantó de Sedan-Nord
El cantó de Sedan-Nord és un cantó francès del departament de les Ardenes, situat al districte de Sedan. Té sis municipis i part del de Sedan.

## Municipis
- La Chapelle
- Fleigneux
- Floing
- Givonne
- Glaire
- Illy
- Sedan (part)

## Història
| Data d'elecció                           | Identitat             | Partit          | Qualitat |
| ---------------------------------------- | --------------------- | --------------- | -------- |
| 19..-1955                                | André Victoor         | PCF             |          |
| 1955-1973                                | M. Dumay              | MRP, després CD |          |
| 1973-1985                                | Jean-François Dromby  | PS              |          |
| 1985-1998                                | Daniel Jacquemin      | RPR             |          |
| 1998-2008                                | Dominique Billaudelle | PS              |          |
| 2008-2011                                | Anne Baron            | Divers droite   |          |
| 2011-                                    | Rachelle Louis        | PS              |          |
| les dades anteriors no són pas conegudes |                       |                 |          |
|                                          |                       |                 |          |

## Demografia
| A partir de 1990: Població sense dobles comptes |